# Émile Carrara
Émile Carrara (Argenteuil, 11 de gener de 1925 - Copenhaguen, 14 de maig de 1992) fou un ciclista francès, professional des del 1946 fins al 1959. Es va especialitzar en el ciclisme en pista concretament en curses de sis dies. També té alguns èxits en el ciclisme en ruta com el Gran Premi de les Nacions quan tenia dinou anys.

## Palmarès en ruta
- 1944
  - 1r al Gran Premi de les Nacions
- 1945
  - 1r a la París-Mantes
  - 1r a la París-Évreux
- 1946
  - Vencedor d'una etapa al Tour de l'Oest
- 1948
  - Vencedor de 2 etapes al Circuit dels quatre Grans Premis
- 1947
  - 1r al Critérium des As

## Palmarès en pista
- 1947
  -  Campió de França de Persecució
- 1948
  - 1r al Premi Dupré-Lapize (amb Raymond Goussot)
- 1949
  - 1r als Sis dies de Saint-Étienne (amb Raymond Goussot)
  - 1r al Premi Dupré-Lapize (amb Raymond Goussot)
- 1951
  - 1r als Sis dies de Hannover (amb Guy Lapébie)
  - 1r als Sis dies de Múnic (amb Guy Lapébie)
  - 1r als Sis dies de Berlín (amb Guy Lapébie)
- 1952
  - 1r als Sis dies de Saint-Étienne (amb Georges Senfftleben)
  - 1r als Sis dies de Hannover (amb Georges Senfftleben)
  - 1r als Sis dies de Berlín 1 (amb Guy Lapébie)
  - 1r als Sis dies de Berlín 2 (amb Heinz Zoll)
  - 1r als Sis dies de Dortmund (amb Guy Lapébie)
  - 1r al Premi Dupré-Lapize (amb Georges Senfftleben)
- 1954
  - 1r als Sis dies de Berlín (amb Dominique Forlini)